# Dżubb al-Abjad
Dżubb al-Abjad – wieś w Syrii, w muhafazie Hama. W 2004 roku liczyła 371 mieszkańców.